# الركود الكبير في الولايات المتحدة

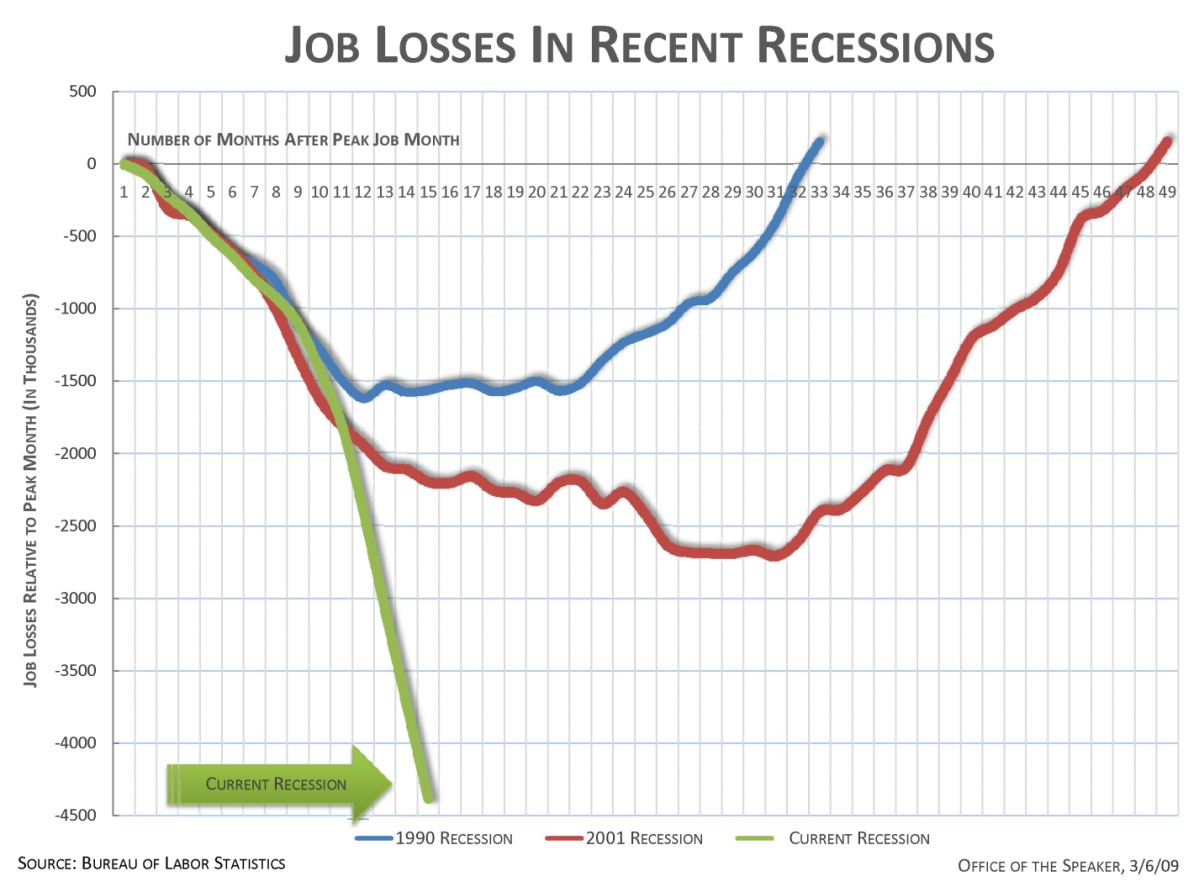
صـورة توضيحية تبين لك حجم ركود الاسهم

يُشير الركود الكبير في الولايات المتحدة إلى أزمة مالية شاملة رافقها كساد عميق. رغم استمرار الركود رسميًا من ديسمبر 2007 حتى يونيو 2009، فقد احتاج الاقتصاد بضع سنوات تالية للعودة إلى مستويات ما قبل الأزمة فيما يتعلق بالعمل والإنتاج المحلي. يعزى هذا التعافي البطيء في جانبٍ منه إلى تسديد الأُسر والمؤسسات المالية الديون المتراكمة في السنوات السابقة للأزمة بالإضافة إلى الإنفاق الحكومي المضبوط بعد إجراءات التحفيز الأولية. وحدث ذلك على إثر انهيار الفقاعة الإسكانية في الولايات المتحدة، وتعديل سوق الإسكان وأزمة الرهن العقاري.
أصدرت لجنة التحقيق في الأزمة المالية الأمريكية نتائجها في يناير 2011. ووصلت إلى نتيجة مفادها أنه «كان من الممكن تفادي الأزمة، والتي وقعت بسبب: الإخفاقات المتفشية في التنظيم المالي، ومن ذلك فشل نظام الاحتياطي الفيدرالي في وضع حدّ لموجة القروض العقارية الضارة؛ وحالات الانهيار الهائلة في الحوكمة المؤسسية الناجم عن تصرّف العديد من الشركات المالية بتهوّر ومجازفتها بالكثير من المخاطر؛ ومزيج خطير من الاقتراض المفرط ومخاطر الائتمان من طرف الأُسر ثم وول ستريت التي دفعت بالنظام المالي في مسار نحو هاوية الأزمة؛ وكبار واضعي السياسات غير المستعدّين للأزمة، والذين كان يعوزهم الفهم التام للنظام المالي الذي أشرفوا عليه؛ والخروقات المنهجية في تطبيق المساءلة والانضباط على جميع المستويات».
وفقًا لبيانات وزارة العمل الأمريكية، فقد أُلغيت حوالي 8.7 مليون وظيفة (7% تقريبًا) من فبراير 2008 إلى فبراير 2010، وتقلص الناتج المحلي الإجمالي الفعلي بنسبة 4.2% بين الربع الرابع من العام 2007 والربع الثاني من العام 2009، وهو ما جعل الركود الكبير أسوأ تراجُع اقتصادي منذ الكساد الكبير. وصل الناتج المحلي الإجمالي إلى أدنى مستوى له، أو الحضيض، في الربع الثاني من العام 2009 (وهو ما يعني تقنيًا نهاية الركود، الذي يُعرّف بأنه ربعين متتاليين على الأقل من انخفاض الناتج المحلي الإجمالي). لم يستعد الناتج المحلي الإجمالي الفعلي (المعدّل حسب نسبة التضخم) مستوى الذروة الذي كان عليه قبل الأزمة (الربع الرابع من العام 2007) حتى الربع الثالث من العام 2011. ازدادت نسبة البطالة من 4.7% في نوفمبر 2007 لتبلغ ذروتها بنسبة 10% في أكتوبر 2009، قبل أن تنخفض بثبات إلى 4.7% في مايو 2016. لم يعد إجمالي عدد الوظائف إلى المستويات التي كان عليها في نوفمبر 2007 حتى مايو 2014.
راكمت الأسر والمؤسسات غير الربحية ما يقارب 8 تريليون دولار من الديون في الفترة الواقعة بين 2000-2008 (مسبّبة مضاعفتها تقريبًا، وزيادة حدّة فقاعة الإسكان)، ثم خفضت مستوى ديونها من الذروة في الربع الثالث من العام 2008 حتى الربع الثالث من العام 2012، والتي كانت الفترة الوحيدة التي انخفض فيها هذا الدين منذ خمسينيات القرن الماضي على الأقل. بالرغم من ذلك، فقد ارتفع الدين العام الأمريكي من 35% من الناتج المحلي الإجمالي في 2007 إلى 77% من الناتج المحلي الإجمالي بحلول العام 2016، إذ ارتفعت مستويات نفقات الحكومة في حين قلّل القطاع الخاص (على سبيل المثال، الأُسر والشركات، والقطاع المصرفي خاصة) أعباء الديون المتراكمة في العقد الذي سبق الركود. أعلن الرئيس أوباما أن إجراءات الإنقاذ المالي التي بدأتها إدارة بوش واستمرت خلال إدارته قد أصبحت مكتملة ومربحة بغالبها اعتبارًا من ديسمبر 2014.

## خلفية
بعد الكساد الكبير في الثلاثينيات، شهد الاقتصاد الأمريكي نموًا نشِطًا، مع مرور فترات ركود دورية أضيق نطاقًا في السنوات التالية في القرن العشرين. طبقت الحكومة الفيدرالية قانون بورصة الأوراق المالية (1934) وقانون تشاندلر (1938)، اللذين نظما الأسواق المالية بصرامة. نظم قانون بورصة الأوراق المالية للعام 1934 تداول سوق الأوراق المالية الثانوية، في حين ضبطَ قانون تشاندلر المداولات في القطاع المصرفي.
وُجد عدد من البنوك الاستثمارية، الصغيرة وفقًا للمعايير الحالية، والتي توسعت خلال أواخر السبعينيات، مثل بنك جي بي مورغان. بدأت إدارة بنك ريغان في أوائل عقد الثمانينيات فترة ثلاثين عامًا من إلغاء القيود المالية. توسع القطاع المالي بشدّة، ويعود ذلك نوعًا ما إلى تحوّل البنوك الاستثمارية إلى الاكتتاب العام، وهو ما جلب لها مبالغ ضخمة من رأس مال حاملي الأسهم. بين الأعوام 1978 و2008، ارتفع متوسط أجور العاملين في القطاعات خارج الخدمات المصرفية الاستثمارية في الولايات المتحدة من 40 ألف دولار إلى 50 ألف دولار –بزيادة قدرها 25% في الراتب– في حين ازداد متوسط الأجور في قطاع الخدمات المصرفية الاستثمارية من 40 ألف دولار إلى 100 ألف دولار –وهي زيادة راتب تبلغ 150%. كما أفضى إلغاء القيود المالية إلى حالات احتيال مالي –غالبًا ما ارتبطت بالاستثمارات العقارية– وقعت على نطاق واسع أحيانًا، مثلما حدث في أزمة المدخرات والقروض. بحلول نهاية الثمانينيات، سُجن العديد من العاملين في القطاع المالي بتهم الاحتيال، ولم يمنع ذلك خسارة العديد من الأمريكيين كامل مدخراتهم. بدأت كبرى البنوك الاستثمارية بدمج وتنمية المجموعات المالية. أدى ذلك إلى ظهور بنوك استثمارية عملاقة مثل غولدمان ساكس.